# Serie animate televisive del 2002
Questa è la lista delle serie animate televisive trasmesse sulle reti televisive di tutto il mondo nel o dal 2002. Questa lista include anche le serie di cortometraggi come The Bugs Bunny Show.
| Titolo                                         | Episodi | Paese di origine                           | Anno      | Canale 1ª app. | Note                            |
| ---------------------------------------------- | ------- | ------------------------------------------ | --------- | -------------- | ------------------------------- |
| Cyberchase                                     | 82      | Canada (bandiera) · Stati Uniti (bandiera) | 2002–2010 |                |                                 |
| Max e Ruby                                     | 144     | Canada (bandiera) · Stati Uniti (bandiera) | 2002–2019 |                |                                 |
| Gli Astromartin                                | 26      | Canada (bandiera) · Francia (bandiera)     | 2002–2005 |                |                                 |
| Pig City                                       | 39      | Canada (bandiera)                          | 2002      |                |                                 |
| Roboroach                                      | 52      | Canada (bandiera)                          | 2002-2003 |                |                                 |
| I misteri di Providence                        | 26      | Francia (bandiera)                         | 2002      |                |                                 |
| Le avventure di Hocus & Lotus                  | 26      | Italia (bandiera)                          | 2002      |                |                                 |
| Benjamin                                       | 26      | Germania (bandiera)                        | 2002      |                |                                 |
| .hack//SIGN                                    | 26      | Giappone (bandiera)                        | 2002      |                |                                 |
| Jūni kokuki                                    | 45      | Giappone (bandiera)                        | 2002–2003 |                | Inedito in Italia               |
| Angel Sanctuary                                | 3       | Giappone (bandiera)                        | 2002      |                | OAV                             |
| Sempre più blu                                 | 24      | Giappone (bandiera)                        | 2002      |                | Inedito in Italia               |
| Aquarian Age: Sign for Evolution               | 13      | Giappone (bandiera)                        | 2002      |                | Inedito in Italia               |
| Azumanga daiō                                  | 26      | Giappone (bandiera)                        | 2002      |                | Inedito in Italia               |
| Beyblade: V-Force                              | 51      | Giappone (bandiera)                        | 2002      |                |                                 |
| Bomberman Jetters                              | 52      | Giappone (bandiera)                        | 2002–2003 |                | Inedito in Italia               |
| Tenshi na konamaiki                            | 50      | Giappone (bandiera)                        | 2002–2003 |                | Inedito in Italia               |
| Chobits                                        | 26      | Giappone (bandiera)                        | 2002      |                | Inedito in Italia               |
| Mao Dante                                      | 13      | Giappone (bandiera)                        | 2002      |                |                                 |
| Digimon Frontier                               | 50      | Giappone (bandiera)                        | 2002–2003 |                | Season Four                     |
| Duel Masters                                   | 26      | Giappone (bandiera)                        | 2002      |                |                                 |
| Full Metal Panic!                              | 24      | Giappone (bandiera)                        | 2002      |                |                                 |
| Fullmoon - Canto d'amore                       | 52      | Giappone (bandiera)                        | 2002–2003 |                | Inedito in Italia               |
| Galaxy Angel Z                                 | 19      | Giappone (bandiera)                        | 2002      |                | Inedito in Italia               |
| Galaxy Angel A                                 | 54      | Giappone (bandiera)                        | 2002–2003 |                | Inedito in Italia               |
| Get Backers                                    | 49      | Giappone (bandiera)                        | 2002–2003 |                | Inedito in Italia               |
| Ghost in the Shell: Stand Alone Complex        | 26      | Giappone (bandiera)                        | 2002–2003 |                | Pubblicato su DVD               |
| Gravion                                        | 13      | Giappone (bandiera)                        | 2002      |                | Inedito in Italia               |
| Haibane renmei                                 | 13      | Giappone (bandiera)                        | 2002      |                | Inedito in Italia               |
| Heat Guy J                                     | 26      | Giappone (bandiera)                        | 2002–2003 |                | Inedito in Italia               |
| La squadra del cuore                           | 52      | Giappone (bandiera)                        | 2002–2003 |                |                                 |
| King of Bandit Jing                            | 13      | Giappone (bandiera)                        | 2002      |                | Inedito in Italia               |
| Kanon                                          | 13      | Giappone (bandiera)                        | 2002      |                | Inedito in Italia               |
| Kiddy Grade                                    | 24      | Giappone (bandiera)                        | 2002–2003 |                | Inedito in Italia               |
| Abenobashi - Il quartiere commerciale di magia | 13      | Giappone (bandiera)                        | 2002      |                |                                 |
| MegaMan NT Warrior                             | 209     | Giappone (bandiera)                        | 2002–2006 |                |                                 |
| Honō no mirage                                 | 13      | Giappone (bandiera)                        | 2002      |                | Inedito in Italia               |
| Mirmo                                          | 78      | Giappone (bandiera)                        | 2002–2003 |                |                                 |
| Mobile Suit Gundam SEED                        | 50      | Giappone (bandiera)                        | 2002–2003 |                | Inedito in Italia               |
| Naruto                                         | 220     | Giappone (bandiera)                        | 2002–2007 |                |                                 |
| Mille magie DoReMi                             | 51      | Giappone (bandiera)                        | 2002–2003 |                |                                 |
| Overman King Gainer                            | 26      | Giappone (bandiera)                        | 2002–2003 |                | Inedito in Italia               |
| Panyo Panyo Di Gi Charat                       | 48      | Giappone (bandiera)                        | 2002      |                | Inedito in Italia               |
| Yucie                                          | 26      | Giappone (bandiera)                        | 2002–2003 |                | Inedito in Italia               |
| PIANO                                          | 10      | Giappone (bandiera)                        | 2002–2003 |                | Inedito in Italia               |
| Pitaten                                        | 26      | Giappone (bandiera)                        | 2002      |                | Inedito in Italia               |
| Please Teacher!                                | 13      | Giappone (bandiera)                        | 2002      |                |                                 |
| Pokémon: Advanced Generation                   | 192     | Giappone (bandiera)                        | 2002–2006 |                |                                 |
| Princess Tutu - Magica ballerina               | 26      | Giappone (bandiera)                        | 2002–2003 |                |                                 |
| RahXephon                                      | 26      | Giappone (bandiera)                        | 2002      |                | Distribuito parzialmente su DVD |
| Lei, l'arma finale                             | 13      | Giappone (bandiera)                        | 2002      |                | Distribuito parzialmente su DVD |
| Samurai Deeper Kyo                             | 26      | Giappone (bandiera)                        | 2002      |                | Inedito in Italia               |
| Saru Get You -On Air-                          | 26      | Giappone (bandiera)                        | 2002      |                | Inedito in Italia               |
| Il segreto della sabbia                        | 26      | Giappone (bandiera)                        | 2002      |                |                                 |
| Sister Princess: RePure                        | 25      | Giappone (bandiera)                        | 2002      |                | Inedito in Italia               |
| Tenchi muyō! GXP                               | 26      | Giappone (bandiera)                        | 2002      |                | Inedito in Italia               |
| Mew Mew - Amiche vincenti                      | 52      | Giappone (bandiera)                        | 2002–2003 |                |                                 |
| Transformers: Armada                           | 52      | Giappone (bandiera)                        | 2002–2003 |                |                                 |
| Dream Team                                     | 39      | Giappone (bandiera)                        | 2002–2003 |                |                                 |
| Wild 7                                         | 13      | Giappone (bandiera)                        | 2002      |                | Inedito in Italia               |
| Witch Hunter Robin                             | 26      | Giappone (bandiera)                        | 2002      |                |                                 |
| Andy Pandy (2002)                              | 56      | Regno Unito (bandiera)                     | 2002      |                |                                 |
| I gemelli Cramp                                | 53      | Regno Unito (bandiera)                     | 2002–2006 |                |                                 |
| Angelina Ballerina                             | 79      | Regno Unito (bandiera)                     | 2002–2003 |                |                                 |
| Mr. Bean                                       | 26      | Regno Unito (bandiera)                     | 2002–2003 |                |                                 |
| Le avventure di Jimmy Neutron                  | 64      | Stati Uniti (bandiera)                     | 2002–2006 |                |                                 |
| Baby Looney Tunes                              | 72      | Stati Uniti (bandiera)                     | 2002–2005 |                |                                 |
| Nome in codice: Kommando Nuovi Diavoli         | 81      | Stati Uniti (bandiera)                     | 2002–2008 |                |                                 |
| Fillmore!                                      | 26      | Stati Uniti (bandiera)                     | 2002–2004 |                |                                 |
| He-Man and the Masters of the Universe         | 39      | Stati Uniti (bandiera)                     | 2002–2004 |                |                                 |
| Kim Possible                                   | 87      | Stati Uniti (bandiera)                     | 2002–2007 | YouTube        |                                 |
| Mucha Lucha                                    | 52      | Stati Uniti (bandiera)                     | 2002–2005 |                |                                 |
| Ozzy & Drix                                    | 26      | Stati Uniti (bandiera)                     | 2002–2004 |                |                                 |
| Stargate Infinity                              | 26      | Stati Uniti (bandiera)                     | 2002–2003 |                |                                 |
| Teamo Supremo                                  | 39      | Stati Uniti (bandiera)                     | 2002–2004 |                |                                 |
| Le nuove avventure di Scooby-Doo               | 42      | Stati Uniti (bandiera)                     | 2002–2005 |                |                                 |
| Whatever Happened to Robot Jones?              | 14      | Stati Uniti (bandiera)                     | 2002–2004 |                | Inedito in Italia               |